# 星勝
星 勝（ほし かつ、1948年8月19日 - ） は、日本の男性作曲家、編曲家、ギタリスト、音楽プロデューサー、歌手。英語表記はKatz Hoshi。デビュー当初の芸名は星まさる。

## 略歴
1966年、鈴木ヒロミツらとモップスを結成。ギタリスト・ボーカルとして活動。初期モップスは、日本のサイケデリック・ロック・バンドとされた。ヒット曲は、「朝まで待てない」「月光仮面」「たどりついたらいつも雨ふり」等、多数。モップス解散後、音楽プロデューサー・編曲家に転身。モップス時に付き合いのあった井上陽水のデビュー・アルバム『断絶』が音楽プロデュース・編曲家デビュー作のため『断絶』は、殆んどモップスのメンバーの演奏による。ザ・ピーナッツ「情熱の砂漠」、井上陽水「氷の世界」「夕立」等が編曲作として評価され、他にはRCサクセション、日暮しの楽曲制作に深く関わる。小椋佳、安田裕美らとフライング・キティ・バンドに参加。この当時、ポリドール・レコードのプロデューサー、後のKitty Records社長の多賀英典、ミキサーの大野進と知り合い、以後多賀の手がける作品をサウンド面で支える。当時、編曲といえば正式な音楽教育を受けた者が携わることが大半だったが、星の場合ほぼ独学だった。当初「譜面が読めなかった」と後に告白している。

## エピソード
編曲はクニ河内に助言をもらいながら独学。
歌謡曲の編曲といえばコードだけ書いて演奏家に任せることが多かった当時、『断絶』の制作に関し星勝は殆どの楽器の譜面を緻密に書き込んだと言われている。
音楽家プロデュースを手掛けた井上3作目のアルバム『氷の世界』はアナログ・レコード総生産数第1位のアルバムとなった。第2位は小椋佳の『彷徨』。井上の「二色の独楽」で日本レコード大賞の編曲賞を受賞している。
『「多賀さん、他に何やってるんですか?」と訊いて渡されたのが小椋佳の「青春」。当時小椋の編曲家は小野崎孝輔でクラシック出身。ロック絶対主義だったので、軽いサウンドだなぁ程度の感想を持って全く別世界の人だと思っていたら、多賀さんに「小椋佳やってみない?」と言われて「何でオレが…」と思った。そうしたら「陽水や安田裕美に好きに曲を書いていいよ」と多賀さんが言うのでその気になりました』と述懐。多賀に唆され小椋の「残された憧憬」に着手。「多賀さんと大野さんの、小椋さんのアルバムにかける尋常ではない執念に圧倒されて、すぐ一緒になってのめり込んだ。最高傑作だと思う」「小椋のナイーブな部分をどうサウンドにしていくかに全力投球した。クラシカルでナイーブなロックサウンドがあるということを思い出しました」と語っている。
小椋が譜面も読めずギターも弾けないため、曲を付けにくい詞は星が作曲を手掛けることが多かった。世間で小椋の曲と認知されている曲が、実は星の曲であるという例は数多い。井上と共作の「白い一日」や「坂道」も小椋ヴァージョンは星が全面的にサウンド・プロデュースをしている。本人達はお互いの音楽性に疑問符を持っていた様だが、多賀曰く「小椋と星はサウンド的に切っても切れない関係」。
多賀に小椋の「シクラメンのかほり」と「めまい」のアレンジを依頼され、この時、小野崎孝輔と一緒に作る様と指示を受ける。「星君にこんな感じってスケッチアレンジを渡したら、全部ロックに書き換えられてもどってきた。結局一小節ごと相談しながら作りました。大変な作業だったがロックを全く脈絡も根拠もなく全面に押し出すパワーにはすごいヤツが現れたと舌を巻きました」（小野崎談）。実際「シクラメンのかほり」と「めまい」のオリジナルを聞くと世間のクラシカルなイメージとは裏腹に、リズムセクションが非常にハードに仕上がっている。高中正義と大村憲司と椎名和夫の怪しいフレーズが随所にちりばめられている。これに懲りたのか、「道草」以降、リズム・アレンジとストリングス・アレンジという分担作業が一般的になる。Kitty Records第1号アルバム「道草」の制作に音楽プロデューサーとして参加。
「シクラメンのかほり」「俺たちの旅」などで小椋ブーム到来。NHKコンサートで生まれて初めてタクトを振る。小椋と二人「スタンド・スティル」を歌唱。
この頃、RCサクセション「シングル・マン」に着手。タワー・オブ・パワーやミッキー吉野が参加したが全く売れずすぐに廃盤となった。忌野清志郎は「モップスは好きだったからあの感じやヴァニラ・ファッジみたいなものを期待したのに、井上のアルバムみたいにされそうになった」と語っている。
1977年、当時殆んど無名だった浜田省吾のシングル「木枯しの季節」の編曲をしている。これは浜田の音楽プロデューサーである鈴木幹治とのモップス時代からの繋がりによるもの。現在にわたるまで数多くの浜田作品の編曲・プロデュースを手掛ける。浜田は当時の星の印象を「今と全然変わらない。凄く穏やかで、あの時も20年以上たった今も全然変わらない。頼りになる凄く良い人だなあと思った」と述懐。

## 主な作曲作品
- 井上陽水「海へ来なさい」「あかずの踏切り」
- 日暮し「木橋の上から」「心の屋根」ほか多数
- クリスタルキング「何処へ」
- 由紀さおり「こころもち気まぐれ」

## 主な編曲作品
※50音順
- RCサクセション「ヒッピーに捧ぐ」「スローバラード」
- 安全地帯「ワインレッドの心」「恋の予感」
- 井上陽水「傘がない」「氷の世界」「夕立」「心もよう」「結詞」「招待状のないショー」「とまどうペリカン」「人生が二度あれば」「いっそセレナーデ」「リバーサイド ホテル」
- 上田正樹「悲しい色やね」
- H2O「僕等のダイアリー」
- 小椋佳「花化粧」「野ざらしの駐車場」「スタンド・スティル」「シクラメンのかほり」「時」「盆がえり」「俺たちの旅」「揺れるまなざし」「流れるなら」「モク拾いは海へ」
- 尾崎豊『誕生』収録全20曲
- 甲斐バンド「漂泊者」他
- 来生たかお「夢の途中」「気分は逆光線」「セカンド・ラブ」
- 清竜人「サン・フェルナンドまで連れていって」
- CINDY「Chance On Love」
- 高中正義「PROLOGUE（ストリングスアレンジ）」「 YOU CAN NEVER COME TO THIS PLACE （ストリングスアレンジ）」他ストリングスアレンジ
- 橘いずみ「失格」
- 谷村新司「階」
- 中島みゆき「あした天気になれ」「成人時代」
- 浜田省吾「悲しみは雪のように（1992）」「君に捧げるlove song」他多数
- 原田知世「悲しいくらいほんとの話」
- ザ・ピーナッツ「情熱の砂漠」
- 日暮し「い・に・し・え」「うでまくら」他
- 一青窈「一思案」
- 福山雅治「約束の丘」
- ヘレン笹野「心細いな」（うる星やつらエンディング）
- 薬師丸ひろ子「セーラー服と機関銃」

## 主なプロデュースアルバム
※主に音楽プロデュース
- RCサクセション「シングル・マン」
- 安全地帯「安全地帯II」他多数
- 井上陽水「断絶」「陽水II センチメンタル」「氷の世界」「二色の独楽」「招待状のないショー」「"white"」
- 小椋佳「残された憧憬」「夢追い人」「道草」「遠ざかる風景」「5・4・3・2・1・0 」「心の襞」「長距離電話」「マルコポーロの冒険」
- 甲斐バンド「地下室のメロディー」
- 浜田省吾「Wasted Tears」「EDGE OF THE KNIFE」「初秋」

## 音楽担当作品

### テレビ
- 夜明けの刑事
- 森村誠一シリーズ 腐蝕の構造
- うる星やつら
- 行け!稲中卓球部
- F-エフ

### 劇場映画
- 太陽を盗んだ男（1979年）
- 限りなく透明に近いブルー（1979年）
- じゃりン子チエ（1981年）
- セーラー服と機関銃（1981年）
- ションベン・ライダー（1983年）
- うる星やつら2 ビューティフル・ドリーマー（1984年)
- プルシアンブルーの肖像（1986年）
- おもひでぽろぽろ（1991年）
- おろしや国酔夢譚（1992年）
- 天国の大罪（1992年）
- 霧の子午線（1996年）
- ペコロスの母に会いに行く（2013年）音楽監督
- 北の桜守（2018年）
- 島守の塔（2022年）